# شط بحر الهوى (الموسم الثاني)
على شط بحر الهوى هو الموسم الثاني من برنامج على شط بحر الهوى.البرنمج يعرض على قناة إم بي سي 1 كل اثنين.

## مشاركون
- وائل كفوري
- أحمد البايض
- تامر حسني
- لاميتا فرنجية
- هاني رمزي
- مايا دياب
- كارول سماحة
- ملحم زين

## روابط خارجية
- الموقع الرسمي